# Inuk Jørgensen
Inuk Jørgensen, född 2 juni 1981, är en grönländsk kortfilmsregissör. Jørgensen är född och uppvuxen på Grönland. Han har vunnit en rad internationella filmpriser.

## Filmografi i urval

### Kortdokumentärer
- 2018 – Home
- 2019 – Hedtoft
- 2020 – In the Shadow of the Tugtupite